# Кутузово (Краснознаменский район)
Куту́зово (ранее Ширвиндт — нем. Schirwindt) — нежилой посёлок в Краснознаменском городском округе Калининградской области. Входил в состав Добровольского сельского поселения. Является самым восточным населённым пунктом области.

## История

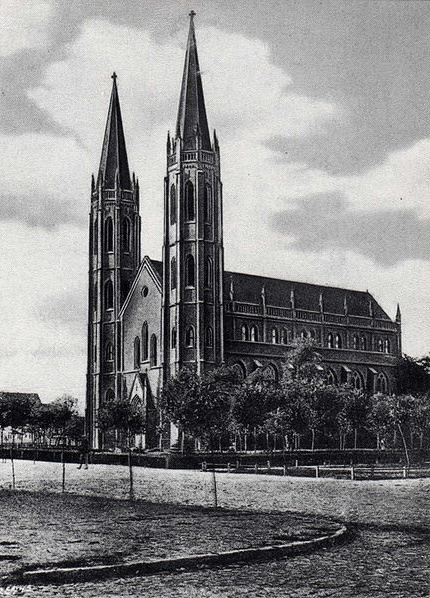
Кирха Иммануила в Ширвиндте. 1925 год

Впервые город Ширвиндт упоминается в 1515 году. Главной достопримечательностью являлся собор (архитектор Фридрих Август Штюлер), построенный Фридрихом Вильгельмом IV. В городе была в своё время самая высокая в Восточной Пруссии ветряная мельница.
Ширвиндт был самым восточным городом Германии, который находился на немецко-русской границе. Со стороны Литвы к нему примыкал город Кудиркос-Науместис (ранее Владиславов).
Площадь города в 1926 году насчитывала 668 гектаров. Население перед войной в 1939 году составляло 1090 человек. Помимо этого, Ширвиндт был известен как самый маленький город в довоенной Германии, а также как город, нисколько не выросший с момента присвоения городского статуса.
В XIX и XX веках город имел стратегическое значение. От него дороги вели на Победино (Шилленен), Добровольск (Пиллькаллен) и Нестеров (Шталлупёнен). В XIX веке через Ширвиндт неоднократно проходили части Наполеона.
Немецкий герб Ширвиндта состоял из: внутри компонованной двойной чёрно-серебряной каймы червлёная стена с воротами и поднятой чёрной решёткой.
Осенью-зимой 1914—1915 гг. город находился в зоне боевых действий. В районе Ширвиндта со стороны русской армии действовали: 2-я кавалерийская дивизия, 53-я и 56-я пехотные дивизии и 5-я стрелковая бригада, а со стороны немцев части 8-й немецкой армии. О Ширвиндте есть упоминание в «Тихом Доне» Шолохова. За бои под Ширвиндтом в октябре 1914 года орденом Св. Георгия награждён полковник Бискупский.
С сентября 1939 г. в Ширвиндте размещался лагерь для военнопленных «Офлаг-60», в котором умерло 4000 человек. Первые снаряды, выпущенные по Германии в конце 1944 года, упали в районе этого города. Ширвиндт был взят советскими войсками 17 октября 1944 г. В результате артиллерийской подготовки и штурма город был уничтожен почти полностью. Ныне в артиллерийском музее Санкт-Петербурга хранится орудие, сделавшее первые выстрелы по Германии. Писатель Гумилёв в своих воспоминаниях подробно описал как местность, так и военные действия в Ширвиндте и окрестностях, так как сам воевал в этих краях.

## Население
| 1782  | 1802  | 1816  | 1821  | 1831  | 1905  | 1933  |
| ----- | ----- | ----- | ----- | ----- | ----- | ----- |
| 1230  | ↗1331 | ↘1139 | ↘1078 | ↘1075 | ↗1302 | ↘1179 |
| 1939  | 2002  | 2010  |       |       |       |       |
| ↘1090 | ↘18   | ↘0    |       |       |       |       |

## Современное состояние
От города после Второй мировой войны осталось всего два дома. Развалины большей части строений, включая уникальную кирху Иммануила, были разобраны на кирпич и использованы при восстановлении соседнего города Кудиркос-Науместис. Сегодня в Кудиркос-Науместис находится музей города Ширвиндта. Сохранился мост через пограничный участок реки Шешупе, располагавшийся у Ширвиндта.
17 ноября 1947 года Ширвиндт был переименован в посёлок Кутузово Краснознаменского района Калининградской области.
В советское время город являлся режимным объектом и был закрыт для гражданских лиц. Военные называли его «обзорная Кутузово». 
На воинском кладбище в Кутузово захоронены 176 русских и 154 немецких воина. После окончания войны был открыт мемориал, который впоследствии был разрушен. В восточной части кладбища сейчас установлен металлический латинский крест высотой 8 м, в центре два бетонных креста — православный и латинский. На табличках указано количество захороненных: «167 русских солдат», «160 немецких солдат». Помимо этого, три немецких воина были похоронены около воинского памятника (Kriegerdenkmal) и три в саду у кирхи (Kirchengarten). До нашего времени эти захоронения не сохранились. Территория кладбища составляет 384 м² и обсажена деревьями по периметру. Кладбище было восстановлено в 90-е годы XX века.
В 2007 году Александр Ширвиндт написал роман «Schirwindt, стёртый с лица земли» и побывал в посёлке Кутузово. 
По состоянию на 2010-годы, населённого пункта на этом месте нет. Территория бывшего города закрыта для свободного доступа, так как находится одновременно и в пограничной зоне, и на территории военного полигона.  